# Karin Eckhold
Karin Eckhold (* 28. Januar 1938 in Hamburg; † 3. Juli 2018 ebenda) war eine deutsche Schauspielerin, Opernsängerin (Sopran), Hörspiel- und Synchronsprecherin.

## Leben
Die ausgebildete Opernsängerin Karin Eckhold hatte von 1958 bis 1965 Gesangsunterricht bei Hedwig Schilling und debütierte 1965 am Stadttheater Luzern, dem sie bis 1968 angehörte. Es folgten Engagements in Hagen und Bern. Von 1971 bis 1974 nahm sie privaten Schauspielunterricht bei Anne Marks-Rocke. Ab 1973 folgten weitere Verpflichtungen u. a. an das Theater am Dom in Köln, an das Ateliertheater in Bern und an das Theater des Westens in Berlin. Überwiegend aber stand Karin Eckhold auf Hamburger Bühnen, so z. B. am Operettenhaus, wo sie 1976 die Eliza in My Fair Lady spielte. Ferner gastierte sie am Thalia Theater, in der Kleinen Komödie bei Peter Ahrweiler, an den Kammerspielen, im Ernst-Deutsch-Theater und im Theater im Zimmer.
Ab 1980 sah man Eckhold auch regelmäßig im Fernsehen. So spielte sie von 1980 bis 1981 neben Claus Wilcke eine der Hauptrollen in der 26-teiligen ZDF-Vorabendserie I. O. B. – Spezialauftrag sowie in mehreren Episoden der Serie Großstadtrevier. Einem breiten Publikum wurde sie insbesondere durch den Quotenrenner Die Schwarzwaldklinik bekannt. Dort verkörperte sie in 43 Folgen die Rolle des Fräulein Meis, genannt „Meislein“, der Sekretärin von Professor Brinkmann alias Klausjürgen Wussow. In dieser Rolle war sie noch einmal 1991 in der Sendung Das größte Fest des Jahres – Weihnachten bei unseren Fernsehfamilien und 2005 in Die Schwarzwaldklinik – Die nächste Generation zu sehen. Ferner war sie häufiger in der Haifischbar als Sängerin zu Gast.
Karin Eckhold war in mehreren Episoden der Serien Knight Rider, Ein Engel auf Erden und Der Sechs-Millionen-Dollar-Mann als Synchronsprecherin tätig und die deutsche Stimme verschiedener US-amerikanischer Kolleginnen. Ferner lieh sie Shera Danese in der Columbo-Folge Mord à la Carte ihre Stimme. In dem Ottifanten-Film Kommando Störtebeker sprach sie die Figur der Renate Bommel.
Zudem war Eckhold eine vielbeschäftigte Sprecherin in Hörspielen. In der Serie Ottos Ottifanten war sie Mamafant, ein Charakter, der vermutlich der von ihr synchronisierten Renate Bommel entspricht. Ferner wirkte Eckhold in einigen Folgen der Serien TKKG, Tim & Struppi oder Das Sternentor mit. Bei Hörspielland.de ist ihre Mitwirkung in 63 Hörspielen erfasst.
Auch Hörbücher hat Karin Eckhold eingelesen, neben anderen Ali Baba und die vierzig Räuber oder Raumstation Alpha-Base.
Karin Eckhold lebte mit ihrem Mann Otmar Herren, von 1991 bis 2008 Geschäftsführer der Theater und Philharmonie Essen GmbH, in Hamburg. Am 4. Juli 2018 wurde das Ehepaar tot in seiner Wohnung aufgefunden. Die Polizei geht von einem gemeinsamen Suizid aus.

## Filmografie (Auswahl)
- 1980–1981: I. O. B. – Spezialauftrag (Fernsehserie, 26 Folgen)
- 1981: St. Pauli-Landungsbrücken (Fernsehserie, 1 Folge)
- 1981–1984: Goldene Zeiten – Bittere Zeiten (Fernsehserie, 2 Folgen)
- 1982: Unheimliche Geschichten (Fernsehserie)
- 1983: Nordlichter: Geschichten zwischen Watt und Weltstadt (Fernsehserie, 1 Folge)
- 1985: Es muß nicht immer Mord sein – Zwei Prozent von zehn Millionen
- 1985–1989: Die Schwarzwaldklinik (Fernsehserie, 43 Folgen)
- 1986: Zerbrochene Brücken
- 1987: Der Landarzt (Fernsehserie, 2 Folgen)
- 1987: Das Traumschiff – Mexiko
- 1991: Zwei Schlitzohren in Antalya
- 1991: Das größte Fest des Jahres – Weihnachten bei unseren Fernsehfamilien
- 1992–1999: Großstadtrevier (Fernsehserie, 4 Folgen)
- 1993: Sylter Geschichten
- 1994: Immenhof (Fernsehserie, 1 Folge)
- 1995: Sonntags geöffnet
- 1996: Die Geliebte
- 1996: Mit einem Bein ins Grab (Fernsehserie, 1 Folge)
- 1997: Große Freiheit – Pünktlich zum Mord
- 1998: Heimatgeschichten (Fernsehserie, 1 Folge)
- 2005: Die Schwarzwaldklinik – Die nächste Generation
- 2014: Küstenwache (Fernsehserie, 1 Folge)
- 2017: SOKO Wismar (Fernsehserie, 1 Folge)

## Hörspiele (Auswahl)
- 2011: in Die drei Fragezeichen Kids : Folge 21 – Die Geisterjäger als Mrs. Almond